# Canariella planaria
Canariella planaria е вид охлюв от семейство Hygromiidae. Видът не е застрашен от изчезване.

## Разпространение и местообитание
Разпространен е в Испания (Канарски острови).
Обитава храсталаци, крайбрежия и плажове в райони с умерен климат.

## Описание
Популацията на вида е стабилна.